# Zylindrische Güterwagen der EBR
Zylindrische Güterwagen waren von 1870 bis um 1900 bei der Eastern Bengal Railway (EBR) in Britisch-Indien im Einsatz.

## Geschichte
Lose Fasern, wie Jute oder Baumwolle, durften beim Transport nicht nass werden. Aufgrund der Schwierigkeit, gedeckte Güterwagen mit solcher Ladung während der starken Regenfälle in Indien wasserdicht zu halten, konstruierte Franklin Prestage von der EBR 1869 einen speziellen zylindrischen Wagen, der komplett aus Schmiedeeisen war und eher wie ein Kesselwagen aussah. Nachdem ein Musterwagen mit geringfügig kleineren Abmessungen ab 1869 erfolgreich getestet wurde, bestellte die Gesellschaft 1870 bei der North of England Wagon Company in Preston 80 solche Wagen.
Es erfolgten mehrere Nachbestellungen und bis 1875 waren bereits 194 Wagen im Einsatz. 1878 bestellte man auch bei der Metropolitan Railway Carriage and Wagon Company entsprechende Wagen. Bis zum 31. Dezember 1894 wuchs der Bestand auf 266 Exemplare.
Am 31. Dezember 1899 tauchen die Wagen das letzte Mal in den Bestandslisten auf. Zu diesem Zeitpunkt waren es 259 im Einsatz befindliche Exemplare. Ob der Tod von Franklin Prestage 1897 mit der Entscheidung in Verbindung stand, zukünftig doch herkömmliche gedeckte Güterwagen für den Transport von Baumwolle und Jute zu verwenden, ist nicht bekannt.

## Konstruktion
Die Wagen wurden komplett aus Schmiedeeisen gefertigt. Der zylindrische Behälter war 6400 mm lang und hatte einen Durchmesser von 3100 mm. Auf beiden Seiten waren wasserdicht abschließende Türen eingebaut. Unterhalb der Türen waren die Behälter über die gesamte Länge mit Winkeleisen verstärkt, an dem die Achslager befestigt waren. An den Enden befanden sich Querträger, an denen Puffer und Kupplung montiert waren. Ansonsten hatten die Wagen keinen eigentlichen Rahmen. Die Unterkante des Behälters war gleich mit Unterkante der Achsen.
Diese Wagen waren sehr stabil. Bei der Entgleisung eines Zuges mit einer Geschwindigkeit von 29 km/h wurden alle 21 Güterwagen aus Holz zertrümmert. Die acht zylindrischen Wagen dagegen waren so wenig beschädigt, dass sie nach einigen kleinen Reparaturen an Ort und Stelle auf ihren eigenen Rädern zu den 65 km entfernten Werkstätten gefahren werden konnten.
Im Juni 1869 ließ Prestage diese rahmenlose zylindrische Bauweise über einen Freund in London zum Patent anmelden. Er entwarf 1870 noch verschiedene weitere Güterwagen in dieser Bauweise, die aber nie verwirklicht wurden.

## Wirtschaftlichkeit
Die Wagen waren in wirtschaftlicher Hinsicht sehr rentabel, da das Eigengewicht im Verhältnis zur Nutzlast geringer als bei herkömmlichen Güterwagen war. Zwar war das Gewicht eines zylindrischen Wagens geringfügig höher, als das eines gewöhnlichen gedeckten Güterwagens aus Holz, aber dieser Gewichtsunterschied stand in keinem Verhältnis zu der höheren Tragfähigkeit der ersteren Fahrzeuge.